# Koos Geerds
Koos Geerds (Ureterp, 7 september 1948) is een Nederlands dichter die zijn werken publiceert bij De Arbeiderspers. Van 1954 tot 1965 woonde hij in het dorp Rouveen, waaraan hij een van zijn dichtbundels wijdde.
In 2009 werd Geerds benoemd tot eerste Provinciedichter, een dichter die als Dichter bij Overijssel schrijft over gebeurtenissen die in Overijssel plaatsvinden of zijn geïnspireerd op de omgeving of cultuur. Geerds heeft onder andere het gedicht Vervoer geschreven, dat op de Syntusbussen in Overijssel werd weergegeven.